# Phil Greiss
Phil Greiss (né Philippe Greiss) est un compositeur, réalisateur, producteur de disque, ingénieur et multi-instrumentiste franco-canadien. Son nom et son travail sont associés au succès d’un grand nombre d'artistes canadiens s'étant exporté en France durant les années 2000 tel que Corneille, Gage, l'exemple le plus marquant restant toutefois Zaho. Installé à Los angeles depuis 2017, il a contribué au succès d'artistes internationaux de premier plan tel que David Guetta, J Balvin ou encore Jason Derulo

## Biographie

### Jeunesse
Né à Meaux en France, il apprend à jouer du violon et du piano dès l'âge de quatre ans. Son père lui fait écouter les rythmes américains des chansons de Lionel Ritchie et de Stevie Wonder, et sa mère l'initie aux mélodies et aux paroles de Charles Aznavour et de Georges Brassens. Il découvre le monde des synthétiseur à l'âge de onze ans. En 1990, il déménage à Montréal (Canada) et y étudie le piano-jazz. Il continue son auto-apprentissage de l'enregistrement, du son et de la musique assistée par ordinateur en étudiant les morceaux "demos" de son Korg 01W, developpant ainsi une passion pour la composition et la programmation musicale. Il s'intéresse déjà aux liens subtils qu'il décèle entre une simple idée musicale et sa réalisation sonore.

### 1996-2001
Il commence sa carrière à  l'âge de 16 ans en tant que compositeur de musique de jingles et de pubs télé. Par l'entremise de sa sœur, et alors qu'il se destine à faire carrière dans le domaine de la musique de film, il fait la rencontre de 2 jeunes rappeurs montréalais, K.Maro et de Vaï. Entre 1997 et 1999 il compose et co-réalise les 2 premiers albums de leur groupe LMDS qui connaissent un certain succès au Québec et qui sont nommés aux gala de l'ADISQ pour "Album de l'année - Hip-Hop" en 1998 et en 2000. Le plus grand succès du groupe demeure leur remix de "une belle histoire" de Michel Fugain avec Jodie Rether qui se hisse au sommet de l'airplay radio québécois pendant plusieurs semaines.
En 2000 la SOCAN leur décerne le prix de la chanson HipHop de l'année pour leur chanson "Le bien de demain". Fort du succès du groupe, il réalise 6 des 12 titres de l'album VII du chanteur québécois Mario Pelchat et signe les arrangements de la chanson "Je n'taime plus" qui gagne le prix de la "Chanson populaire de l'année" ADISQ en 2000.

### 2002-2005
Les collaborations avec les artistes du Québec se multiplient. Il réalise 3 titres de l'album "Influences" de hip hop Québécois Dubmatique. Il mixe et co-réalise également les trois singles du premier album de la chanteuse Andrée Watters, "AW" qui remporte le prix de l'album rock de l'année au gala de l'ADISQ 2004, mais c'est sa rencontre avec le chanteur Corneille qui marque un premier tournant dans sa carrière. Il co-réalise et mixe son premier album Parce qu'on vient de loin qui connait un enorme succès au Canada mais aussi en Europe et France ou il atteint la 4em place du top album français, ce qui lui offre la possibilité de collaborer avec des artistes Français. Il mixe et co-réalise tout le premier album d'Humphrey (chanteur) et participe au premier album du rappeur La Fouine en composant et realisant le titre Basta sur son album Bourré au son. Toujours en compagnie de Corneille il co-réalise et mixe les singles de l'album de Gage intitulé Soul Rebel dont "Pense à moi" et co-compose le titre Dis-Moi sur ce même album. Il décide alors de monter son propre label Down Lo et commence à travailler sur un premier projet de développement artistique, celui de Zaho.

### 2006-2014
En 2006, une signature est obtenue pour Zaho chez V2 Music France, l'album est annoncé en 2007 par le single Hey papi mais le projet déménage chez Virgin, puis chez Capitol (EMI) et c'est finalement le 10 mars 2008 que l'album Dima voit le jour, précédé du tube C'est chelou et suivi des singles La roue tourne, Kif'n'dir, et Je te promets. Il en compose l'intégralité des musiques, assure l'instrumentation et la réalisation ainsi que l'enregistrement, le mixage de l'album, la production des video-clips ainsi que la gérance de leur compagnie et label de production Down Lo. C'est Chelou est single d'or, et l'album DIMA disque de platine. A la même pèriode il collabore entre autres sur les projets d'artistes tel que Philemon (On dit quoi), Idir (tout ce temps, la France des couleurs), Shy'm (femme de couleur version SKY), Don Choa (Lune de miel), Tunisiano (citoyens du monde), Alonzo (Psy4, Déterminé), Christophe Willem (indélébile), Justin Nozuka feat Zaho (la promesse), Sean Paul feat Zaho (Hold My Hand).
Le deuxième opus de Zaho, contagieuse, sort le 3 décembre 2012 et devient disque d'or. Il en ressort trois single dont la chanson Tourner la page qui obtient le prix de la Chanson de l'année CSDEM 2014.

### 2015-2016
Il se consacre au mixage de singles et d'album français plus particulièrement; Il mixe plusieurs titres sur l'album Mon cœur avait raison de GIMS dont Sapés comme jamais (single Diamant & Victoire de la musique 2016) et Loin(single Platine). Il mixe également pour Kendji, La Fouine, Vianney et plusieurs autres;

### 2017-2021
Il co-réalise et mixe Voodoo Song de Willy William, puis sa version international Mi gente de J. Balvin et Willy William qui devient un hit mondial avec plus d'un milliard de streams sur Spotify, et pour lequel il se retrouve nommé 2 fois aux Latin Grammys 2018 et obtient le Grammy "Best Urban Music Album" pour son travail sur Vibras de J. Balvin. le titre est notamment repris par Beyoncé.
Après une rencontre fortuite avec le DJ David Guetta qui est fan du titre il produit pour lui le titre Goodbye (en) feat. Jason Derulo, Nicki Minaj & Willy William, premier single issue de son album 7. Le titre connait un succès mitigé, mais lui donne l'occasion de commencer à collaborer régulièrement avec Derulo. En 2019 il produit le titre Perras Como Tú (Ft. Tokischa) de Farina (en).
En 2020 il co-produit et co-écrit Savage Love de Jason Derulo & Jawsh685 pour lequel il obtient un ASCAP Pop Music Award. Le titre devient un hit mondial et atteint la première position du Billboard Hot 100, du Billboard Global 200, du Top 200 Global Spotify et du Top 100 iTunes Worldwide. Le titre fait plus de 800 millions de streams sur Spotify et est certifié double platine aux États-Unis.
En 2021 Il produit le titre "TU" de Alok

## Discographie partielle
| Année | Artiste                                                       | Album                             | Morceau                                                                                             | Role                                     | Certification & Prix |
| ----- | ------------------------------------------------------------- | --------------------------------- | --------------------------------------------------------------------------------------------------- | ---------------------------------------- | --- |
| 1997  | Jodie Resther et LMDS                                         |                                   | La belle histoire                                                                                   | producer                                 | #1 B.D.S Radio airplay |
| 1997  | LMDS                                                          | LMDS                              | (Album)                                                                                             | producer songwriter                      | ADISQ Hip Hop album of the year (1998) (nomination) |
| 1999  | LMDS                                                          | Il faudrait leur dire             | (Album)                                                                                             | producer songwriter                      | ADISQ Hip Hop album of the year (2000) (nomination) |
| 1999  | LMDS                                                          |                                   | Le bien de demain                                                                                   | producer songwriter                      | SOCAN Hip Hop song of the year award (2000) |
| 2000  | Artistes Variés)                                              | L'hip-hopée                       | Quand les hommes vivront d'amour                                                                    | producer                                 | |
| 2000  | Mario Pelchat                                                 | VII                               | Les cèdres du Liban Un enfant Je n't'aime plus Je dois vivre Te parler de ma vie Je m'ennuie de toi | producer songwriter                      | ADISQ Gold ADISQ Pop song of the year (2000) (felix award) ADISQ Pop album of the year (2000) (nomination) |
| 2001  | Dubmatique                                                    | Influences                        | Ragga Dub Comptes sur moi Selon sa volonté                                                          | producer songwriter                      | |
| 2002  | Corneille                                                     | Parce-qu'on vient de loin         | (Album)                                                                                             | mixer co-producer                        | #3 ultratop (belgium) #4 SNEP (France) SNEP diamond ADISQ platinum |
| 2003  | Andrée Waters                                                 | A.W                               | Si exceptionnelle Dépendre de toi                                                                   | mixer                                    | ADISQ Gold ADISQ Rock album 2004 |
| 2004  | Mario Pelchat                                                 | Christmas with Jireh gospel choir | (Album)                                                                                             | arranger producer                        | ADISQ Platinum ADISQ Pop album 2005 (nomination) |
| 2004  | Corneille                                                     |                                   | Chanter qu'on les aime                                                                              | mixer                                    | |
| 2005  | La Fouine                                                     | Bourré au son                     | Basta                                                                                               | producer songwriter                      | |
| 2005  | Zaho                                                          |                                   | Hey Papi                                                                                            | producer, songwriter, executive producer | |
| 2005  | Gage                                                          | Soul rebel                        | Trop fresh Pense à moi Je t'aime quand même Demain L'homme d'une femme Viens me voir Dis moi        | co-producer mixer                        | SNEP Gold ADISQ mix of the year 2006 (nomination) |
| 2006  | Shy'm                                                         |                                   | Femme de couleur                                                                                    | mixer                                    | |
| 2006  | Cheb mami                                                     | Layali                            | Halili                                                                                              | vocal producer                           | |
| 2006  | Humphrey                                                      | Humphrey                          | (Album)                                                                                             | co-producer mixer                        | |
| 2007  | Neiman                                                        | Destiny                           | (Album)                                                                                             | mixer                                    | |
| 2007  | Don Choa                                                      | Jungle de béton                   | Lune de miel                                                                                        | songwriter vocal producer                | |
| 2007  | Idir                                                          | La France des couleurs            | La France des couleurs Tout ce temps                                                                | producer songwriter                      | |
| 2008  | Tunisiano                                                     | Le regard des gens                | Citoyen du monde                                                                                    | vocal producer                           | SNEP Gold |
| 2008  | Sans pression                                                 | La tendance se maintient          | (Album)                                                                                             | mastering                                | |
| 2008  | Lynsha                                                        |                                   | Désolée                                                                                             | producer songwriter                      | |
| 2008  | Zaho                                                          | Dima                              | C'est chelou                                                                                        | producer, songwriter, executive producer | - #1 radio airplay (general) january 2008 - #2 SNEP radio - Victoire de la musique 2009: video of the year (nomination) - SNEP Gold - NRJ Music Awards 2009: Video of the year (nomination) |
| 2008  | Zaho                                                          | Dima                              | (Album)                                                                                             | producer, songwriter, executive producer | - SNEP Platinum - MTV Europe music awards 2008: French artist of the year - NRJ Music Awards: Breakthrough Artist 2009 - NRJ Music Awards: Female Artist 2010 (nomination) |
| 2008  | Zaho                                                          | Dima                              | La roue tourne                                                                                      | producer, songwriter, executive producer | #1 radio airplay (general) july 2008 #15 SNEP radio NRJ Music Awards - Video Of The Year (Nomination) |
| 2008  | Zaho                                                          | Dima                              | Kif'n'dir                                                                                           | producer, songwriter, executive producer | #33 SNEP radio #1 video general airplay (tv) #5 SNEP downloads |
| 2009  | Zaho                                                          | Dima                              | Je te promets                                                                                       | producer, songwriter, executive producer | |
| 2009  | Alonzo                                                        | Banlieu 13                        | Déterminé                                                                                           | mixer                                    | |
| 2010  | Rohff                                                         | La cuenta                         | Fais doucement                                                                                      | vocal producer, mixer                    | |
| 2010  | Justin Nozuka                                                 |                                   | Heartless (feat. Zaho)                                                                              | co-producer, mixer                       | NRJ Music Awards: Duet 2009 |
| 2010  | Sean Paul                                                     |                                   | Hold my hand (feat. Zaho)                                                                           | co-producer, mixer                       | Prix de la création 2011 International Song of The Year |
| 2011  | Christophe Willem                                             | Prismophonic                      | Indélébile                                                                                          | producer, songwriter                     | SNEP Platinum |
| 2012  | Zaho                                                          | Contagieuse                       | (Album)                                                                                             | producer, songwriter, executive producer | SNEP Gold NRJ Music Award - French Artist Of The Year (Nomination) Trace Urban Award : Artist Of The Year 2013 CSDEM Song of the year 2014 (Tourner la page) |
| 2013  | Karim Ouellet                                                 | Fox                               | L'amour Marie Jo                                                                                    | mixer                                    | |
| 2013  | La Fouine                                                     | Drôle De Parcours                 | Ma meilleure feat. Zaho                                                                             | vocal producer                           | Trace Urban Awards: Best collaboration/duet 2013 |
| 2014  | Nancy Logan                                                   |                                   | Femme du monde C'est quoi ton problème C'est trop Pas l'temps                                       | co-producer, mixer                       | |
| 2015  | Sarah Riani                                                   | Dark-en-ciel                      | (EP)                                                                                                | co-producer, mixer                       | |
| 2015  | David Carreira                                                | 3                                 | (Album)                                                                                             | mixer                                    | |
| 2015  | Sultan                                                        |                                   | Piqué                                                                                               | mixer                                    | |
| 2015  | GIMS                                                          | Mon cœur avait raison             | Sapés comme jamais Loin Le Barillet Mayweather Sans rétro Mélynda Gates MCAR Uzi                    | mixer                                    | SNEP – Diamond #1 SNEP streaming #3 SNEP radio SNEP Diamond Victoire de la musique - Song of the year 2016 SNEP Platinum Loin - #1 radio airplay - (belgium) GOLD - (germany) |
| 2016  | Mickael Carreira                                              |                                   | Sinto Muito Deixa que eu vou                                                                        | mixer                                    | |
| 2016  | La Fouine                                                     | Nouveau monde                     | | mixer                                    | |
| 2016  | The Shin Sekai                                                |                                   | Aimes-moi demain                                                                                    | mixer                                    | |
| 2016  | Kendji Girak                                                  | Ensemble                          | Ou va le monde                                                                                      | mixer                                    | SNEP 2X Diamond Platinum (belgium) |
| 2016  | Lefa                                                          | Monsieur Fall                     | (Album)                                                                                             | mixer                                    | SNEP Gold |
| 2017  | Outasight (en)                                                | Richie                            | Still Young                                                                                         | producer songwriter                      | |
| 2017  | Y'akoto (de)                                                  | Mermaid Blues                     | Reception                                                                                           | producer songwriter                      | |
| 2018  | David Carreira                                                | 7                                 | (Album)                                                                                             | mixer                                    | |
| 2018  | Vianney                                                       |                                   | Fils à papa (remix)                                                                                 | mixer                                    | |
| 2018  | GIMS - Vianney                                                |                                   | La même                                                                                             | mixer                                    | SNEP Diamond |
| 2018  | J Balvin & Willy William                                      | Vibras                            | Mi Gente                                                                                            | co-production, mix/mastering             | #1 Billboard latin top 100 #1 iTunes (17 countries) #9 Billboard Top Latin Song Of The Decade RIAA 68xPlatinum #1 Spotify Top 50 Global Latin Grammy - Song Of The Year 2019 (nomination) Latin Grammy - Best Urban Music Album 2019 (award) Latin Grammy - Album Of The Year 2019 (nomination) RIAA 8x platinum |
| 2018  | Kylie Minogue                                                 | Golden                            | Dancing                                                                                             | mixer                                    | |
| 2018  | David Guetta & Jason Derulo feat. Nicki Minaj & Willy William | 7                                 | Goodbye                                                                                             | producer, songwriter                     | RIAA Gold BRITT Gold |
| 2019  | Fariana & Tockisha                                            | Miss Bala (Motion Picture)        | Perras Como Tú (Ft. Tokischa)                                                                       | producer, songwriter                     | |
| 2020  | Jason Derulo, Jawsh685                                        |                                   | Savage Love                                                                                         | songwriter, co-producer                  | ASCAP Pop Music Award 2021 #1 Billboard hot100 #1 Billboard global 200 #1 Global top 50 Spotify (800m streams) #1 worldwide iTunes song chart #2 Mediabase top 40 RIAA 2x platinum |
| 2021  | Alok                                                          |                                   | Tu                                                                                                  | producer, songwriter                     | |
| 2021  | Oryane feat. Jillionaire (Major Lazer)                        |                                   | Andale                                                                                              | arranger, mixer                          | |
| 2021  | Les Twins                                                     |                                   | Stranger                                                                                            | co-producer, mix-master                  | |
| 2021  | Willy William                                                 |                                   | Good Vibes                                                                                          | mix-master                               | |
| 2021  | Daddy Yankee                                                  |                                   | Métele Al Perreo                                                                                    | stem-master                              | US - RIAA: Gold (Latin) |
| 2022  | Will.I.Am, Lali & Willy William                               |                                   | Solo                                                                                                | Co-Producer, mix-master                  | |
| 2022  | Poolfire                                                      |                                   | Radio Man, Ugly Friends, Serotonin Pockets                                                          | Co-Producer, mix-master                  | |
| 2024  | Moby                                                          | Always Centered At Night          | We're Going Wrong, Medusa                                                                           | mix-master                               | |
| 2024  | Ofenbach                                                      |                                   | Over You                                                                                            | songwriter                               | |